# Kup Bosne i Hercegovine 2022-2023
La Kup Bosne i Hercegovine 2022-2023 è stata la 29ª edizione della coppa nazionale, iniziata il 18 ottobre 2022 e terminata il 17 maggio 2023. Il Velež Mostar era la squadra campione in carica. Il Zrinjski Mostar ha conquistato il trofeo per la seconda volta nella sua storia.

## Formula
Alla competizione hanno partecipato 32 squadre:
- 12 squadre della Premijer Liga Bosne i Hercegovine,
- 12 squadre provenienti dalla Coppa della Federazione di Bosnia ed Erzegovina,
- 8 squadre provenienti dalla Coppa della Repubblica Serba.

Il torneo si svolge ad eliminazione diretta in gara unica per il primo turno e per i successivi, ad eccezione delle semifinali che si disputano in gara doppia.

## Primo turno
Il sorteggio è stato effettuato l'11 ottobre 2022.
| Squadra 1          | Risultato       | Squadra 2          |
| ------------------ | --------------- | ------------------ |
| 18-19 ottobre 2022 |                 |                    |
| Jedinstvo Bihać    | 1 – 2           | Sloga Doboj        |
| Laktaši            | 3 – 1           | Igman Konjic       |
| Čelik Zenica       | 1 – 1 (5-4 dtr) | Sarajevo           |
| Zvijezda 09        | 0 – 4           | Zrinjski Mostar    |
| Alfa Modrica       | 2 – 5           | Tuzla City         |
| Budućnost Banovići | 1 – 2           | Željezničar        |
| Famos Hrasnica     | 0 – 3           | Široki Brijeg      |
| Baton              | 2 – 8           | Sloboda Tuzla      |
| Sloga Uskoplje     | 1 – 3           | Leotar             |
| TOŠK Tešanj        | 0 – 2           | Velež Mostar       |
| Krupa              | 1 – 3           | Borac Banja Luka   |
| Kolina Ustikolina  | 1 – 5           | Posušje            |
| Radnik Bijeljina   | 2 – 0           | Tekstilac Derventa |
| Zvijezda Gradačac  | 4 – 1           | Gradina Srebrenik  |
| Sloboda Novi Grad  | 1 – 4           | Rudar Prijedor     |
| Rudar Han Bila     | 0 – 2           | Rudar Kakanj       |

## Secondo turno
Il sorteggio è stato effettuato il 21 novembre 2022.
| Squadra 1           | Risultato       | Squadra 2        |
| ------------------- | --------------- | ---------------- |
| 18-19 febbraio 2023 |                 |                  |
| Rudar Prijedor      | 1 – 1 (6-5 dtr) | Borac Banja Luka |
| Velež Mostar        | 2 – 0           | Posušje          |
| Željezničar         | 2 – 1           | Leotar           |
| Zrinjski Mostar     | 4 – 0           | Laktaši          |
| Sloboda Tuzla       | 1 – 1 (6-7 dtr) | Sloga Doboj      |
| Zvijezda Gradačac   | 3 – 1           | Rudar Kakanj     |
| Široki Brijeg       | 2 – 2 (6-7 dtr) | Tuzla City       |
| Čelik Zenica        | 0 – 0 (3-4 dtr) | Radnik Bijeljina |

## Quarti di finale
Il sorteggio è stato effettuato il 21 febbraio 2023.
| Squadra 1                        | Totale | Squadra 2         | Andata | Ritorno |
| -------------------------------- | ------ | ----------------- | ------ | ------- |
| 28 febbraio 2023 / 1º marzo 2023 |        |                   |        |         |
| Sloga Doboj                      | 0 – 7  | Velež Mostar      | 0 – 3  | 0 – 4   |
| Tuzla City                       | 7 – 0  | Rudar Prijedor    | 5 – 0  | 2 – 0   |
| Radnik Bijeljina                 | 1 – 5  | Zrinjski Mostar   | 1 – 3  | 0 – 2   |
| Željezničar                      | 5 – 3  | Zvijezda Gradačac | 2 – 1  | 3 – 2   |

## Semifinali
Il sorteggio è stato effettuato il 23 marzo 2023.
| Squadra 1                      | Totale | Squadra 2       | Andata | Ritorno |
| ------------------------------ | ------ | --------------- | ------ | ------- |
| 5 aprile 2023 / 19 aprile 2023 |        |                 |        |         |
| Velež Mostar                   | 3 – 1  | Željezničar     | 1 – 0  | 2 – 1   |
| Tuzla City                     | 0 – 7  | Zrinjski Mostar | 0 – 3  | 0 – 4   |

## Finale
| Arbitro: | Luka Bilbija (Prijedor) |

|  |           |          |
|  | Marcatori | 52’ Ćuže |